# 奧田伊呂波
奧田伊呂波（日语：／ Okuda Iroha */?，2005年8月20日—）是日本偶像藝人及前童星，現為女子偶像團體乃木坂46的成員，神奈川縣出生，千葉縣出身，2022年以乃木坂46五期生出道。其姊是演員奧田心。

## 經歷
2005年8月20日，奧田出生於神奈川縣，五歲時，跟著家人搬到千葉縣居住。
奧田在孩童時就出演眾多廣告及雜誌的演出，三歲時，就以童星的身分出道，為Carotte INC.及Hirata Office所屬的童星藝人。
2011年，曾出演NHK大河劇《江～公主們的戰國～》。
2021年8月，奧田參加了乃木坂46五期生徵選。
2022年2月1日，通過徵選，並加入乃木坂46五期生，2月23日，於官方直播「乃木坂46時間TV」中舉辦五期生見面會，首次公開亮相，並在表演《被你罵了》一曲中，擔任Center（中央成員），4月27日，出席在東京國際論壇舉辦的第二回五期生見面會，4月28日，乃木坂46五期生部落格開設，以每日1名成員的方式輪流撰寫，奧田於5月4日開始，每隔11天撰寫一篇部落格。
2023年2月1日，個人部落格開設，11月28日－2024年5月16日，演出音樂劇《羅密歐與茱麗葉》，此為奧田第一次出演音樂劇，這場音樂劇是透過面試才決定演出人員。
2024年3月17日，高中畢業，8月21日，在第36張單曲《放縱日》中的Unedr曲《遺落之物》中，首次擔任Center。12月11日，在第37張單曲《步道橋》中，奧田首次進入選拔。

## 人物
奧田的特技是從國中開始學習的吉他。 歌唱實力也備受好評，曾在 YouTube 頻道《乃木坂配信中》中，以自彈自唱的形式獨自舉辦了一場街頭音樂會。
她喜歡的食物是饢和地瓜做的天婦羅。

### 交友關係
她與在舞台上共演過的吉柳咲良關係很好，甚至曾到吉柳的老家過夜，奧田稱呼吉柳為。

### 乃木坂46
在乃木坂46的5期生中，她與同年齡的五百城茉央組成了一個名為「咖啡歐蕾」（カフェオーレ） 的吉他雙人組，這個名稱是由一之瀨美空所命名的。在第35張單曲《機會平等》中，收錄了奧田與五百城合唱的歌曲「你還記得鼠尾草的花嗎？」，這是5期生中首次僅由成員們演唱的雙人組曲。此外，她與五百城茉央及菅原咲月這三位同期生，還被粉絲們親暱地稱為，三人關係非常好，甚至會一起去旅行。

## 音樂作品
- 標註「★」符號表示該首歌曲有拍攝MV

### 乃木坂46
單曲
|      | 發行日期       | 單曲名稱           | 參與單曲名稱               | MV | 備註   |
| ---- | -------------- | ------------------ | -------------------------- | -- | ------ |
| 29th | 2022年3月23日  | Actually…          | 絕望前一秒                 |    | 出道曲 |
| 30th | 2022年8月31日  | 喜歡是件搖滾的事！ | 像撕下創可貼一般的分手方式 | ★  |        |
| 31st | 2022年12月7日  | 不存在於此的事物   | 17分鐘                     | ★  |        |
| 32nd | 2023年3月29日  | 人們終將再度追夢   | 我們的道別                 | ★  |        |
| 32nd | 2023年3月29日  | 人們終將再度追夢   | 違心之事                   | ★  |        |
| 32nd | 2023年3月29日  | 人們終將再度追夢   | 漣漪不復返                 | ★  |        |
| 33rd | 2023年8月23日  | 獨自一人的天堂     | 踩到了                     | ★  |        |
| 33rd | 2023年8月23日  | 獨自一人的天堂     | 試著不去想                 | ★  |        |
| 33rd | 2023年8月23日  | 獨自一人的天堂     | 命的褻瀆                   |    |        |
| 34th | 2023年12月6日  | Monopoly           | 回憶無法止息               | ★  |        |
| 34th | 2023年12月6日  | Monopoly           | 總有一天，那首歌…          | ★  |        |
| 35th | 2024年4月10日  | 機會平等           | 車道側                     | ★  |        |
| 35th | 2024年4月10日  | 機會平等           | 「掰掰」令人痛苦           |    |        |
| 35th | 2024年4月10日  | 機會平等           | 還記得鼠尾草花嗎？         |    |        |
| 36th | 2024年8月21日  | 放縱日             | 遺落之物                   | ★  | center |
| 36th | 2024年8月21日  | 放縱日             | 宣洩狂熱的方式             | ★  |        |
| 37th | 2024年12月11日 | 步道橋             | 步道橋                     | ★  | 選拔   |
| 37th | 2024年12月11日 | 步道橋             | 相對性理論的對象           | ★  |        |
| 37th | 2024年12月11日 | 步道橋             | 落雪之日再相見吧           |    |        |
| 38th | 2025年3月26日  | 臍橙               | 臍橙                       | ★  | 選拔   |
| 38th | 2025年3月26日  | 臍橙               | 懷念之情的前方             | ★  |        |

## 演出

### 電視劇
- 第八日的蟬（最終回；2010年5月4日，NHK）：飾演 秋山滿里菜
- 大河劇 江～公主們的戰國～第1、2、9、10集（2011年1月－3月，NHK綜合頻道）：飾演 常高院（童年）[36][37][38]
  - 「大河劇 江～公主們的戰國～」總集篇 第一章「戰國三姊妹」（2011年12月29日，NHK綜合頻道）：飾演 常高院[37][38]
- 戀上時尚的灰姑娘～里枝實現夢想的故事～（2011年10月1日，BeeTV）：飾演 松岡里枝（童年）
- Premium Drama 曼波醫生的幽默抗病記 ～作家‧北杜夫與他的家族～（2013年3月3日，NHK BS Premium）：飾演 北由香[38]
- 總會有辦法（第一季 第7集～最終回／第2季 第1集；2013年8月23日－9月20日／2014年4月22日，TBS電視台）：飾演 大木夢[37][38]
- Premium Drama 綻放的明日（第5集；2014年2月2日，NHK BS Premium）：飾演 今喜多風子（童年）[38]
- 牙狼＜GARO＞～魔戒之花～（第21集；2014年8月29日，東京電視台）： 飾演 Ai[37]

### 電影
- 愛在貓咪療癒時3D跳出來的貓咪（2011年）：飾演 石井千鶴[39]

- 真幌站前多田便利屋（2011年）：飾演 春[38]

### 電視節目
- 八卦電視！（2010年，朝日電視台）－時尚感覺排行榜
- 八卦電視！（2011年，朝日電視台）－全面娛樂

### 舞台劇
- 羅密歐與茱麗葉（2024年5月16日－6月10日，東京：新國立劇場／6月22日－23日，愛知：刈谷市綜合文化中心／7月13日－15日，大阪：梅田藝術劇場）：飾演 茱麗葉（主演）[40][注 1]
- 1789 －巴士底獄的戀人們－（2025年4月8日－29日，明治座／5月，新歌舞伎座）：飾演 奧蘭普·德古熱[41][注 2]

### 廣告
- 東京瓦斯「食育：小小挑戰者們」篇（2011年3月26日－2018年）
- 羽衣食品「高級鮪魚罐頭・海苔番茄沙拉篇」（2011年5月13日－8月）
- 朗玩
  - 「Wake Me Up 篇」（2013年－2014年）
  - 「Spocha 兒童優惠・突然親子」（2014年－2015年）旁白
- MJQ婚禮「划算婚禮篇」（2013年－2014年）
- 明治 美味牛奶（2014年－2015年）
- 日本菸草產業「接收心意，守在你身旁篇」（2014年－2015年）

### 活動
- 小浜市 常高寺 「初 幸福之道」開通紀念典禮嘉賓參加（2011年4月29日）[42]
- 「DoraZemi」重新改版記者發表會！（2011年5月25日）[43]

### PV
- GReeeeN《剎那》（2009年）[8]
- GReeeeN《HEROES》（2013年）[8]
- NEWS《White》（2015年）[8]

## 書籍

### 雜誌
- 小學一年級（2012年，小學館）封面
- 小學一年級（2012年起，小學館）常規封面

## 外部連結
- 乃木坂46個人介紹頁 （页面存档备份，存于）
- 乃木坂46官方部落格 （页面存档备份，存于）